# André Brink

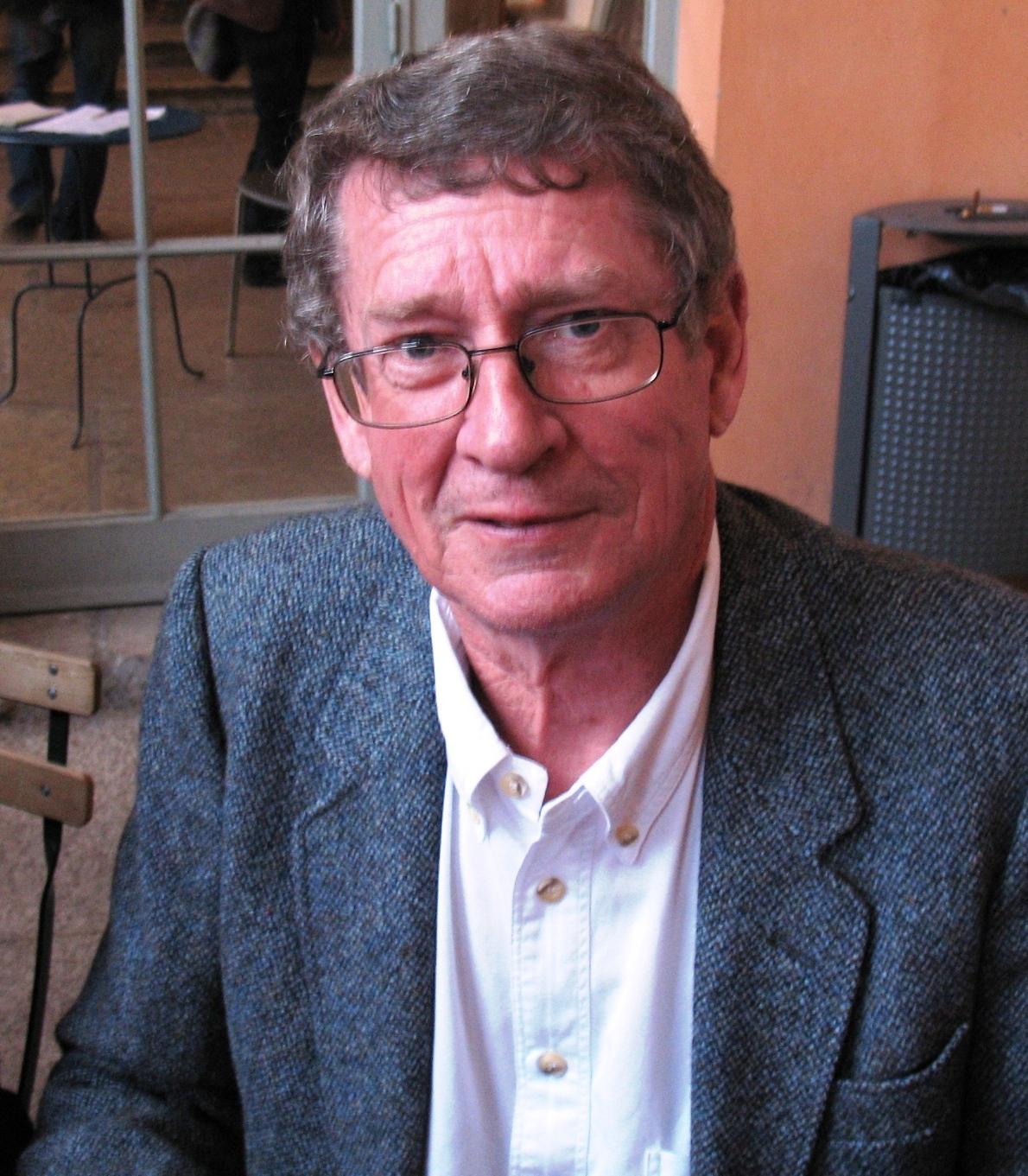
André Brink (2007)

André Philippus Brink (* 29. Mai 1935 in Vrede; † 6. Februar 2015; häufig auch André P. Brink) war ein südafrikanischer Schriftsteller, Übersetzer und Literaturwissenschaftler. Er schrieb auf Afrikaans und Englisch und zählt zu den bedeutendsten Schriftstellern Südafrikas.

## Leben
André Brink war das erste von vier Kindern der Lehrerin Aletta Brink und des Magistrats (etwa: Amtsrichter) Daniel Brink. Er wurde in der Kleinstadt Vrede im Oranje-Freistaat geboren. Der Vater wurde oft versetzt, so dass die Familie in vielen Orten lebte. André Brink legte sein matric an der Lydenburg High School in Lydenburg ab und studierte von 1953 bis 1959 an der Universität Potchefstroom Literaturwissenschaften. 1959 heiratete er zum ersten Mal. Von 1959 bis 1961 lebte er in Paris, ebenso von 1967 bis 1968. Das Sharpeville-Massaker 1960 ließ ihn zu einem Kritiker des Apartheidsystems werden. 1961 wurde er an der Sorbonne promoviert. Von 1961 bis 1980 war er Dozent für afrikaans- und niederländischsprachige Literatur an der Rhodes-Universität in Grahamstown. 1962 gründete er mit Breyten Breytenbach und Ingrid Jonker die Schriftstellervereinigung Die Sestigers (deutsch: „Die Sechziger“), deren Mitglieder auf Afrikaans schrieben und gegen die Apartheid eingestellt waren. Als sich die Sestigers 1968 spalteten, hielt er an der These fest, dass die Kunst politisch sei. Brinks Roman Kennis van die Aand (1973) schilderte die – damals verbotene – Liebe eines Weißen zu einer Schwarzen und wurde als erster auf Afrikaans verfasster Text in Südafrika verboten. Brink übersetzte den Roman daraufhin ins Englische und veröffentlichte ihn im Ausland. Fortan schrieb er seine Romane – mit einer Ausnahme – sowohl auf Afrikaans als auch auf Englisch, so dass sie meist gleichzeitig in zwei Sprachen erschienen. 1980 erhielt er an der Rhodes-Universität eine Professorenstelle für Afrikaans-Literatur. Der Bann auf Kennis van die Aand wurde 1982 aufgehoben. Im Juli 1987 war Brink Mitglied einer Delegation von Buren, die mit der Spitze des damals verbotenen African National Congress im senegalesischen Dakar auf der Dakar-Konferenz über eine demokratische Zukunft Südafrikas sprachen.
Von 1991 bis 2005 war Brink Honorarprofessor am Department of English Language and Literature der Universität Kapstadt. Während viele seiner frühen Romane die Zeit der Apartheid behandeln, schildert er in einigen seiner späteren Werke das Leben in Südafrika in der neugewonnenen Demokratie. So spielt sein Roman Imaginings of Sand (deutsch: Sandburgen) um die Zeit der ersten demokratischen Wahl 1994. Praying Mantis (deutsch: Kupidos Chronik) behandelt das Leben des ersten Pastors der Khoikhoi im 18. Jahrhundert. 2009 erschien Brinks Autobiografie A Fork in the Road. Neben Romanen verfasste Brink zahlreiche Reisebeschreibungen, Theaterstücke, Kinder- und Jugendbücher, Literaturkritiken und Essays. Außerdem übersetzte er zahlreiche Bücher ins Afrikaans, vor allem Werke der Weltliteratur.
Brink ist einer der wenigen afrikaanssprachigen Autoren, die international Beachtung finden. Er wurde zweimal für den Booker Prize nominiert und war mehrfach für den Nobelpreis für Literatur im Gespräch. Dreimal erhielt er den CNA Literary Award, einen südafrikanischen Literaturpreis. 2003 wurde er mit dem Alan Paton Fiction Award ausgezeichnet. Er erhielt drei Ehrendoktorwürden von südafrikanischen Universitäten und von der südafrikanischen Regierung den Order of Ikhamanga in Silber.
Brink war sechs Mal verheiratet und hatte vier Kinder.
Er starb Anfang Februar 2015 auf einem Flug von Amsterdam nach Kapstadt an einer Thrombose. Zuvor hatte er die Ehrendoktorwürde der belgischen Université Catholique de Louvain erhalten.

## Ehrungen und Nominierungen
- 1965: CNA Literary Award für die Reisebeschreibung Olé[4]
- 1976: Shortlist des Booker Prize mit An Instant in the Wind
- 1978: CNA Literary Award für Rumours of Rain
- 1978: Shortlist des Booker Prize mit Rumours of Rain
- 1980: Martin Luther King Memorial Prize
- 1980: Prix Médicis Étrangère für A Dry White Season
- 1982: CNA Literary Award für A Chain of Voices[4]
- 1985: Ehrendoktorwürde der Witwatersrand-Universität
- 1997: Ehrendoktorwürde der Universität des Freistaates
- 2000: Hertzogprys für das Drama Die Jogger
- 2001: Hertzogprys für den Roman Donkermaan
- 2003: Ehrendoktorwürde der Universität Pretoria
- 2003: Alan Paton Fiction Award für The Other Side of Silence
- 2006: Order of Ikhamanga in Silber[4]
- 2015: Ehrendoktorwürde der Université Catholique de Louvain

## Werke
- Die gebondenes. Roman, 1958.
- Eindelose weë. Roman, 1960.
- Caesar. Drama, 1961.
- Lobola vir die lewe. Roman, 1962.
- Die ambassadeur. Roman, 1963 (dt. Nicolette und der Botschafter, 1966).
- Sempre diritto. Reisebeschreibung, 1963.
- Olé. Reisebeschreibung, 1964.
- Orgie. Roman, 1965.
- Pot-Pourri. Reisebeschreibung, 1962.
- Miskien Nooit. Prosa, 1967.
- Parys – Parys: Retour. Reisebeschreibung, 1969.
- Midi. Op reis deur Suid-Franryk. Reisebeschreibung, 1969.
- Fado. ’n Reis deur Noord-Portugal. Reisebeschreibung, 1970.
- Kinkels innie kabel. Roman, 1971.
- Oom Kootje Emmer. Kinderbuch, 1973.
- Kennis van die aand. Roman, 1973 / Looking on Darkness. 1974 (dt.: Blick ins Dunkel. 1979).
- Brandewyn in Suid-Afrika. / Brandy in South Africa. 1973
- Dessertwyn in Suid-Afrika. / Dessert Wine in South Africa. 1974
- ’n Oomblik in die wind. / An Instant in the Wind. Roman, 1975 (dt.: Stimmen im Wind. 1981).
- Die hamer van die hekse. Drama, 1976.
- Gerugte van reën. / Rumours of Rain. Roman, 1978.
- ’n Droë wit seisoen. / A Dry White Season. Roman, 1978 (dt.: Weiße Zeit der Dürre. 1984).
- Literatuur in die strydperk. Essays, 1985.
- Houd-den-Bek. / A Chain of Voices. Roman, 1982 (dt.: Die Nilpferdpeitsche. 1986).
- Die muur van die pes. / The Wall of the Plague. Roman (dt.: Die Pestmauer. 1988).
- Mapmakers. Writing in a State of Siege. Essays, 1983 (dt.: Stein des Anstoßes. 1989).
- States of Emergency. Roman, 1988.
- De kreef raak gewoond daaraan. / An Act of Terror. Roman, 1991 (dt.: Zeit des Terrors. 1994).
- Die eerste lewe van Adamastor. / The First Life of Adamastor. Roman, 1993.
- Inteendeel. / On the Contrary. Roman, 1993 (dt.: Im Gegenteil. 1994).
- Sandkastele. / Imaginings of Sand. Roman, 1996 (dt.: Sandburgen. 1996).
- Duiwelskloof. / Devil’s Valley. Roman, 1998.
- Donkermaan. / The Rights of Desire. Roman, 2000.
- Anderkant die stilte. / The Other Side of Silence. Roman, 2002 (dt.: Die andere Seite der Stille. 2008).
- Voor ek vergeet. / Before I Forget. Roman, 2004
- Bidsprinkaan. / Praying Mantis. Roman, 2005 (dt. Kupidos Chronik., Osburg, Berlin 2009, ISBN 978-3-940731-27-2).
- Die blou deur. / The Blue Door. Novelle, 2006.
- Ander lewens. / Other Lives. Roman, 2008.
- ’n Vurk in die pad. / A Fork in the Road. Memoiren, 2009.
- Philida. / Philida. Roman, 2012.

## Verfilmung
- 1989: Weiße Zeit der Dürre (A Dry White Season)